# يوزف ألموسنينو
يوزف ألموسنينو (1642-1689) هو حاخام يهودي، في مدينة بلغراد الصربية. ألف العديد من الإجابات الدينية، وجمعها ابنه إسحاق تحت عنوان Edut bi-Yehosef (شهادات من يوزف) ونشرت في مدينة القسطنطينية، 1711-1733.
كما أنه حفيد الحاخام اليهودي موسى بن باروخ ألموسنيني.
توفي يوزف في نيكولسبورج، مورافيا، عام 1689.